# Rublacedo de Abajo
Rublacedo de Abajo – gmina w Hiszpanii, w prowincji Burgos, w Kastylii i León, o powierzchni 39,3 km². W 2011 roku gmina liczyła 33 mieszkańców.